# Kurtizána

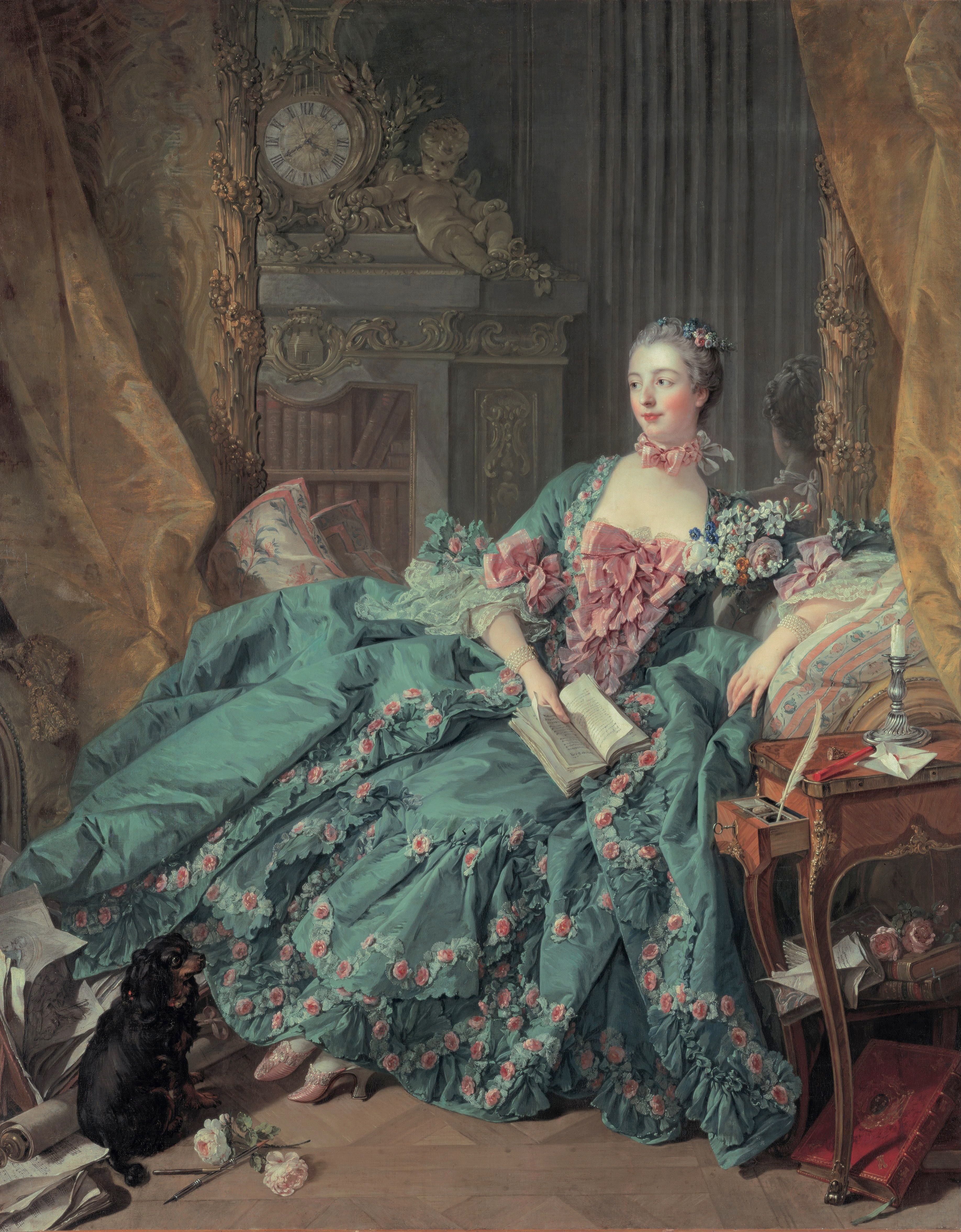
Kurtizána – Madame de Pompadour

Kurtizána (slovní základ fr. cour dvůr, dvořanstvo, palác) je milenka, konkubína anebo profesionální společnice vysoce postavených mužů. Pojem pochází z francouzského courtisan / courtisane, česky dvořan / dvořanka respektive z italského cortigiano / cortigiana. Původně označoval příslušníka nebo příslušnici královského dvora. Už od 16. století však získal dnešní význam. Kurtizána měla mnohdy silný politický vliv a musela umět zvládat složité diplomatické situace.
Podobně i v Anglii slovo courtesan, které bylo jen ženskou odvozeninu od dvořana, tedy woman courtier (dvořanka), získalo postupem času určité sexuální konotace. Avšak nejen v evropských, ale i v asijských kulturách (Čína, Japonsko) byla úloha kurtizány nejen sexuální; naopak často znamenala poskytování skoro výlučně nesexuální společnosti. Ceněna byla její vysoká kulturní a inteligenční úroveň.
Způsoby panovnických dvorů a šlechty přebírala buržoazie. Úlohu společnic a prostitutek v evropských velkoměstech zaujaly vznešené kokoty a metresy, které se nechaly vydržovat svými bohatými milenci. Tyto dámy měly velký vliv na politický život své doby, udávaly tón módě. Úpadek takové společnosti ilustruje např. Émile Zola ve svém románu Nana.
V současné mluvě se výrazy kurtizána nebo anglicky callgirl (obzvláště v bulváru) míní milenka anebo prostitutka z vyšších společenských kruhů. 
Běžný jazyk ale již nedokáže dost dobře rozlišovat mezi historickými pojmy kurtizána, kokota, metresa atd., a proto je všechny řadí k méně vulgárním synonymům, souvisejícím s výrazem prostituce.

## Kurtizány v různých kulturách
- hetéra – Starověké Řecko
- oiran, gejša - Japonsko
- ji-ťi – Starověká Čína
- tawáif – Jižní Asie, hlavně v období Mughalské říše

## Známé kurtizány
- Madame du Barry, milenka krále Ludvíka XV.
- Nell Gwynová, milenka krále Karla II.
- Ninon de Lenclos, kutizána a saloniérka éry Ludvíka XIV.
- Madame de Pompadour, milenka krále Ludvíka XV.